# Syndipnus lindemansi
Syndipnus lindemansi is een insect dat behoort tot de orde vliesvleugeligen (Hymenoptera) en de familie van de gewone sluipwespen (Ichneumonidae). De wetenschappelijke naam van de soort werd voor het eerst geldig gepubliceerd in 1953 door H.G.M. Teunissen. De soort komt voor in Nederland; het holotype is afkomstig uit Harderwijk. Het werd gevangen door J. Lindemans uit Ermelo, naar wie de soort is vernoemd.